# (35473) 1998 EZ8
1998 EZ8 (asteroide 35473) é um asteroide da cintura principal. Possui uma excentricidade de 0.14373530 e uma inclinação de 9.49652º.
Este asteroide foi descoberto no dia 9 de março de 1998 por Thierry Pauwels em Uccle.